# Championnat de France de basket-ball 2002-2003
Navigation
Saison précédente Saison suivante
La saison 2002-2003 du championnat de France de Pro A de basket-ball est la 81e édition du championnat de France masculin de basket-ball, la 16e depuis la création de la LNB.
Le championnat de Pro A de basket-ball est le plus haut niveau du championnat de France.
Seize clubs participent à la compétition. À la fin de la saison régulière, les équipes classées de 1 à 8 sont automatiquement qualifiées pour les quarts de finale des playoffs. Le vainqueur de ces playoffs est désigné Champion de France. L'équipe classée 16e de Pro A à l'issue de la saison régulière du championnat, descend en Pro B. Elle est remplacée par le club champion de France de Pro B. L'équipe classée 15e de Pro A à l'issue de la saison régulière du championnat dispute les barrages avec les équipes classées de 2 à 8 en Pro B.
En raison du passage de 16 à 18 clubs lors de la prochaine saison 2003-2004, il n'y a pas d'équipe reléguée à l'issue de cette saison. Strasbourg, 16e, est donc repêché. Roanne et Vichy ont rejoint la Pro A à l’issue de la saison 2001-2002. Le tenant du titre, l'ASVEL, va essayer de conserver son titre. 
La saison régulière a débuté le 5 octobre 2002 et s'est terminée le 24 mai 2003. Pau-Orthez a remporté le championnat pour la huitième fois de son histoire en battant en finale le tenant du titre l'ASVEL en trois manches.

## Clubs participants
| Clubs                | Salles (Capacités)                                                        | Villes           |
| -------------------- | ------------------------------------------------------------------------- | ---------------- |
| Bourg-en-Bresse      | Salle des Sports (2 300 places)                                           | Bourg-en-Bresse  |
| Chalon-sur-Saône     | Le Colisée (4 000 places)                                                 | Chalon-sur-Saône |
| Cholet               | La Meilleraie (4 500 places)                                              | Cholet           |
| Dijon                | Palais des sports Jean-Michel-Geoffroy (4 628 places)                     | Dijon            |
| Gravelines-Dunkerque | Sportica (3 500 places)                                                   | Gravelines       |
| Hyères Toulon        | Palais des sports Jauréguiberry (4 700 places) Espace 3000 (2 200 places) | Toulon           |
| Le Havre             | Salle des Docks Océane (3 598 places)                                     | Le Havre         |
| Le Mans              | Antarès (6 000 places)                                                    | Le Mans          |
| Limoges              | Palais des Sports de Beaublanc (5 500 places)                             | Limoges          |
| Lyon-Villeurbanne    | Astroballe (5 600 places)                                                 | Villeurbanne     |
| Nancy                | Palais des sports Jean Weille (6 027 places)                              | Nancy            |
| Paris                | Stade Pierre-de-Coubertin (4 200 places)                                  | Paris            |
| Pau-Orthez           | Palais des sports de Pau (7 813 places)                                   | Pau              |
| Roanne               | Halle André-Vacheresse (3 300 places)                                     | Roanne           |
| Strasbourg           | Rhenus Sport (6 200 places)                                               | Strasbourg       |
| Vichy                | Palais des Sports Pierre Coulon (3 300 places)                            | Vichy            |

## Classement final de la saison régulière
| Rang | Équipe                 | Pts | J  | G  | P  | Pp   | Pc   | Diff |
| ---- | ---------------------- | --- | -- | -- | -- | ---- | ---- | ---- |
| 1    | Pau-Orthez (F) (C) (S) | 57  | 30 | 27 | 3  | 2828 | 2320 | 508  |
| 2    | Lyon-Villeurbanne (T)  | 53  | 30 | 23 | 7  | 2529 | 2274 | 255  |
| 3    | Le Mans                | 51  | 30 | 21 | 9  | 2642 | 2403 | 239  |
| 4    | Gravelines-Dunkerque   | 51  | 30 | 21 | 9  | 2488 | 2322 | 166  |
| 5    | Cholet                 | 48  | 30 | 18 | 12 | 2530 | 2449 | 81   |
| 6    | Nancy                  | 47  | 30 | 17 | 13 | 2443 | 2415 | 28   |
| 7    | Paris                  | 46  | 30 | 16 | 14 | 2276 | 2283 | -7   |
| 8    | Le Havre               | 45  | 30 | 15 | 15 | 2369 | 2319 | 50   |
| 9    | Dijon                  | 45  | 30 | 15 | 15 | 2439 | 2512 | -73  |
| 10   | Chalon-sur-Saône       | 41  | 30 | 11 | 19 | 2245 | 2421 | -176 |
| 11   | Vichy (P)              | 41  | 30 | 11 | 19 | 2356 | 2583 | -227 |
| 12   | Hyères-Toulon          | 41  | 30 | 11 | 19 | 2524 | 2571 | -47  |
| 13   | Roanne (P)             | 39  | 30 | 9  | 21 | 2543 | 2737 | -194 |
| 14   | Limoges                | 39  | 30 | 9  | 21 | 2211 | 2450 | -239 |
| 15   | Bourg-en-Bresse        | 39  | 30 | 9  | 21 | 2276 | 2441 | -165 |
| 16   | Strasbourg             | 37  | 30 | 7  | 23 | 2371 | 2570 | -199 |

|     | Qualification pour les Play-offs 2003         |
|     | Barrage Pro A/Pro B                           |
|     | Relégation en Pro B                           |
| (T) | Tenant du titre 2002                          |
| (F) | Finaliste 2002                                |
| (P) | Promu 2002                                    |
| (C) | Vainqueur Coupe de France                     |
| (S) | Vainqueur de la Semaine des As de basket-ball |

## Playoffs
|  | Quarts de finale         | Quarts de finale         | Quarts de finale | Quarts de finale   |                       |     | Demi-finales | Demi-finales           | Demi-finales | Demi-finales |  |  | Finale | Finale | Finale | Finale |
|  |                          |                          |                  |                    |                       |     |              |                        |              |              |  |  |        |        |        |        |
|  | 31 mai et 3 juin 2003    |                          |                  |                    |                       |     |              |                        |              |              |  |  |        |        |        |        |
|  |                          |                          |                  |                    |                       |     |              |                        |              |              |  |  |        |        |        |        |
|  | (1) Pau-Orthez           | 88                       | 86               |                    |                       |     |              |                        |              |              |  |  |        |        |        |        |
|  | (1) Pau-Orthez           | 88                       | 86               | 10 et 14 juin 2003 |                       |     |              |                        |              |              |  |  |        |        |        |        |
|  | (8) Le Havre             | 70                       | 67               |                    |                       |     |              |                        |              |              |  |  |        |        |        |        |
|  | (8) Le Havre             | 70                       | 67               | (1) Pau-Orthez     | 86                    | 89  |              |                        |              |              |  |  |        |        |        |        |
|  | 31 mai, 3 et 7 juin 2003 |                          |                  | (1) Pau-Orthez     | 86                    | 89  |              |                        |              |              |  |  |        |        |        |        |
|  |                          | (4) Gravelines Dunkerque | 71               | 79                 |                       |     |              |                        |              |              |  |  |        |        |        |        |
|  | (4) Gravelines Dunkerque | (4) Gravelines Dunkerque | 71               | 79                 | 78                    | 70  | 94           |                        |              |              |  |  |        |        |        |        |
|  | (4) Gravelines Dunkerque |                          |                  |                    | 78                    | 70  | 94           | 21, 24 et 28 juin 2003 |              |              |  |  |        |        |        |        |
|  | (5) Cholet               | 71                       | 83               | 70                 |                       |     |              |                        |              |              |  |  |        |        |        |        |
|  | (5) Cholet               | 71                       | 83               | 70                 | (1) Pau-Orthez        | 95  | 78           | 74                     |              |              |  |  |        |        |        |        |
|  | 31 mai, 3 et 7 juin 2003 |                          |                  |                    | (1) Pau-Orthez        | 95  | 78           | 74                     |              |              |  |  |        |        |        |        |
|  |                          | (2) Lyon Villeurbanne    | 73               | 102                | 66                    |     |              |                        |              |              |  |  |        |        |        |        |
|  | (2) Lyon Villeurbanne    | (2) Lyon Villeurbanne    | 73               | 102                | 66                    | 73  | 81           | 80                     |              |              |  |  |        |        |        |        |
|  | (2) Lyon Villeurbanne    | 10, 14 et 17 juin 2003   |                  |                    |                       | 73  | 81           | 80                     |              |              |  |  |        |        |        |        |
|  | (7) Paris Basket Racing  | 82                       | 75               | 65                 |                       |     |              |                        |              |              |  |  |        |        |        |        |
|  | (7) Paris Basket Racing  | 82                       | 75               | 65                 | (2) Lyon Villeurbanne | 84  | 67           | 80                     |              |              |  |  |        |        |        |        |
|  | 31 mai et 32 juin 2003   |                          |                  |                    | (2) Lyon Villeurbanne | 84  | 67           | 80                     |              |              |  |  |        |        |        |        |
|  |                          | (3) Le Mans              | 77               | 68                 | 63                    |     |              |                        |              |              |  |  |        |        |        |        |
|  | (3) Le Mans              | (3) Le Mans              | 77               | 68                 | 63                    | 102 | 78           |                        |              |              |  |  |        |        |        |        |
|  | (3) Le Mans              |                          |                  |                    |                       | 102 | 78           |                        |              |              |  |  |        |        |        |        |
|  | (6) Nancy                | 94                       | 72               |                    |                       |     |              |                        |              |              |  |  |        |        |        |        |
|  | (6) Nancy                | 94                       | 72               |                    |                       |     |              |                        |              |              |  |  |        |        |        |        |
|  |                          |                          |                  |                    |                       |     |              |                        |              |              |  |  |        |        |        |        |

Le match aller se joue chez l'équipe la moins bien classée lors de la saison régulière, le match retour et la belle éventuelle chez l'équipe la mieux classée lors de la saison régulière.

## Leaders de la saison régulière
| Catégorie                  | Joueur          | Équipe            | Statistiques |
| -------------------------- | --------------- | ----------------- | ------------ |
| Points par match           | Aubrey Reese    | Roanne            | 19,8         |
| Rebonds par match          | K'Zell Wesson   | Cholet            | 10,5         |
| Passes décisives par match | Laurent Sciarra | Paris             | 9,5          |
| Interceptions par match    | Ricardo Greer   | Le Havre          | 2,16         |
| Contres par match          | John Allison    | Roanne            | 1,93         |
| % aux tirs                 | Cyril Julian    | Pau-Orthez        | 65,62 %      |
| % aux lancer-francs        | Keith Jennings  | Nancy             | 90,00 %      |
| % à 3 points               | Harold Mrazek   | Lyon-Villeurbanne | 53,33 %      |

## Récompenses individuelles
| - MVP français : - MVP étranger : - Meilleur défenseur : - Meilleur espoir : - Meilleur entraîneur : | Boris Diaw (Pau-Orthez) Rico Hill (Le Mans) Makan Dioumassi (Hyères-Toulon) Pape-Philippe Amagou (Le Mans) Frédéric Sarre (Pau-Orthez) |

- Laurent Sciarra (Paris) et Dragan Lukovski (Pau-Orthez) ont été élus MVP français et étranger selon le référendum L'Équipe établi auprès des journalistes.